# Księża pokoju
Księża pokoju – ruch węgierskich duchownych katolickich współpracujących z rządem komunistycznym.
Zainicjowany został przez ks. Miklósa Beresztóczyego i o. Richárda Horvátha utworzeniem 1 sierpnia 1950 roku Komitetu Kapłanów Katolickich dla Pokoju. W lipcu 1951 roku członkowie ruchu otrzymali kluczowe stanowiska w węgierskim Kościele, które piastowali do powstania 1956 roku. W 1957 roku episkopat Węgier uznał ruch pod swoimi warunkami, tworząc organizację Opus Pacis, która istniała do 1989 roku.

## Geneza
Wybory 1945 roku na Węgrzech zakończyły się zwycięstwem Niezależnej Partii Drobnych Rolników z 57% poparcia. Stosując taktykę salami, Komunistyczna Partia Węgier przejęła w rządzie kluczowe stanowiska. W ten sposób ministrem spraw wewnętrznych został László Rajk. Podległy komunistom resort bezpieczeństwa aresztował sekretarza generalnego partii rządzącej Bélę Kovácsa, który na torturach złożył zeznania, iż premier Ferenc Nagy i przewodniczący Zgromadzenia Narodowego Béla Varga spiskują przeciwko ZSRR. W efekcie aresztowano 21 przedstawicieli Partii Drobnych Rolników, co doprowadziło do rozbicia partii i utraty większości w parlamencie. W czerwcu 1947 roku Nagy i Varga uciekli za granicę.
W sierpniu 1947 zorganizowano nowe wybory parlamentarne, w którym blok komunistyczny zdobył 61% głosów. Po wyeliminowaniu opozycji, w styczniu 1948 roku Mátyás Rákosi wezwał członków partii do walki z Kościołem. Jeszcze w 1948 roku podjęto takie działania, jak rozwiązanie Caritasu i Akcji Katolickiej, zlikwidowanie katolickiego ruchu wydawniczego czy upaństwowienie szkół katolickich, a 26 grudnia – aresztowanie kard. Józsefa Mindszentyego.
Komuniści zaplanowali również rozbicie Kościoła od wewnątrz. W tym celu polecili sympatyzującemu z nimi ks. Ferencowi Vardze zorganizowanie „ruchu księży na rzecz pokoju”. Varga, wychodząc naprzeciw temu poleceniu, rozpoczął organizację tego ruchu w kwietniu 1949 roku. Duchowny wycofał się jednak ze swoich zamiarów i miał zamiar uciec za granicę, jednak został postrzelony przez straż graniczną, po czym zmarł w więzieniu. Ruch Vargi natomiast nie przetrwał.

## Działalność
14 czerwca 1950 roku kierownictwo partii wydało wewnętrzną poufną klauzulę, która mówiła między innymi, iż należy wykorzystać duchownych w ten sposób, aby skłócili robotników z kapłanami i biskupami. Osobą odpowiedzialną za zainicjowanie „ruchu pokojowego” był János Kádár. Na jego polecenie próbę powołania takiego ruchu podjęli ks. kanonik Miklós Beresztóczy (torturowany przez komunistów w latach 1948–1949) oraz cysters o. Richárd Horváth (skonfliktowany z przełożonym zakonu). Utworzyli oni Komitet Kapłanów Katolickich dla Pokoju (Katolikus Papok Országos Békebizottsága), który skupił około dwustu księży. Oficjalnie celem komitetu było „promowanie sprawiedliwości społecznej, pokoju oraz dobrze wyważonych relacji między państwem a Kościołem”. Inauguracyjne spotkanie odbyło się 1 sierpnia 1950 roku w głównej auli uniwersytetu im. Loránda Eötvösa w Budapeszcie. Na spotkaniu, któremu przewodniczył István Balogh, pojawiło się około 50 osób.
Przyczyny uczestnictwa członków w ruchu „księży pokoju” były różnorakie: niektórzy księża byli zastraszani, szantażowani (z powodów moralnych lub politycznych, np. sympatia ze strzałokrzyżowcami), jednakże większość wstąpiła w nadziei na lepsze warunki pracy kapłańskiej i duszpasterskiej. Członkowie komitetu posiadali liczne uprawnienia ze strony państwa, np. prawo do emerytury, hospitalizacji, pobytu w domu spokojnej starości, dodatki do pensji czy renowacja kościoła.
Jesienią 1950 roku zakończono proces organizacji komitetu. Komitet Kapłanów Katolickich należał do Krajowej Rady Pokoju, która z kolei była członkiem Światowej Rady Pokoju. Organ prasowy komitetu – dwutygodnik „Kereszt” – zaczął się ukazywać 1 listopada 1950 roku. Pismo było finansowane przez Krajową Radę Pokoju. Autorami artykułów byli wyłącznie kapłani. Do stałych rubryk czasopisma należały: historie z życia ruchu, wydarzenia katolickie i polityczne oraz część liturgiczna. Sama treść dwutygodnika opierała się na donosach, krytyce biskupów i mocarstw zachodnich.
W tym czasie władze zamierzały nakłonić duchowieństwo do poparcia apelu sztokholmskiego. O ile „księża pokoju” opowiadali się za apelem, o tyle węgierscy biskupi odmawiali jego podpisania, akcentując fakt, iż Kościół zawsze potępiał wojny. Zamiast tego 3 kwietnia 1951 roku biskupi wystosowali własny list do ONZ. Rząd Węgier uznał to za prowokację i przydzielił wakujące parafie Budapesztu księżom komitetu. W odpowiedzi na to administrator apostolski Esztergomu Endre Hamvas, chcąc uniknąć rozłamu w Kościele, podpisał apel sztokholmski.
31 sierpnia 1950 roku został podpisany kompromitujący episkopat układ państwo – Kościół. Był on poprzedzony znaczącą liczbą aresztowań księży i osób zakonnych, co miało wywrzeć presję na biskupach. Tekst układu stanowił manifestację poparcia dla działań rządu Węgierskiej Republiki Ludowej i wzywał biskupów do walki z przeciwnikami ustroju. Jeden z punktów układu zajmował się uposażeniem księży, dlatego też przedstawiciele Komitetu Kapłanów Katolickich poprosili władze o rozwiązanie tego problemu. Pośrednikiem w wydawaniu subwencji dla księży komuniści uczynili „księży pokoju”, których uprawniono do konsultacji w sprawie stawek, jak również wysokości i rozdziału pieniędzy otrzymywanych przez Kościół. Beresztóczy pertraktował również z kard. Mindszentym, odwiedzając go w więzieniu i namawiając do rezygnacji z funkcji kościelnych, za co kardynał miałby być uwolniony; Mindszenty odrzucił te propozycje.
W dniach 15–18 maja 1951 roku nastąpiła seria aresztowań duchownych, wśród nich pięciu biskupów (m.in. Józsefa Grősza), a także Vendela Endrédyego, który jako przełożony zakonu cystersów suspendował Richárda Horvátha. Pozostali biskupi węgierscy 3 lipca podpisali akt lojalności wobec państwa, w którym potępiali abpa Grősza i popierali Komitet Kapłanów Katolickich dla Pokoju. Po tym wydarzeniu władze wydały dekret, w myśl którego wszystkie nominacje arcybiskupie, biskupie i proboszczowskie wymagały uzgodnienia z rządem. Dekret miał moc wsteczną od 1 stycznia 1946 roku, stąd też w drugiej połowie lipca 1951 roku doszło do licznych i znaczących zmian w obsadach kościelnych. Diecezje, których biskupi znajdowali się w więzieniu, otrzymywały „wikariuszy generalnych”, stąd prymasowską archidiecezję ostrzyhomską objął ks. kanonik Miklós Beresztóczy. Inni działacze komitetu objęli pozostałe funkcje „wikariuszy generalnych”, natomiast w diecezjach, których biskupi nie byli więzieni, „księża pokoju” byli obsadzani na kluczowe stanowiska. Pozwoliło to władzy ściśle kontrolować pracę parafii.
W połowie 1955 roku papież potępił pismo „Kereszt” (8 czerwca, na prośbę abpa Grősza, dekretem Świętego Oficjum pismo trafiło na indeks ksiąg zakazanych). Doprowadziło to do załamania środowiska „księży pokoju”. Część księży opuściła wówczas ruch, za co zostali wydaleni z diecezji i pozbawieni państwowego zezwolenia na wykonywanie funkcji kapłańskich.
Podczas powstania 1956 roku uwolniony już kard. Mindszenty wprowadził dekret, w myśl którego odmawiał „księżom pokoju” jurysdykcji kościelnej; ta decyzja została zatwierdzona przez Stolicę Apostolską. Dzięki temu w Kościele węgierskim władzę biskupią objęli autentyczni hierarchowie. „Księża pokoju” nie sprzeciwiali się tym postanowieniom. Jednakże 30 stycznia 1957 roku władze odwołały decyzje kardynała jako „motywowane nienawiścią do ustroju”, wskutek czego „księża pokoju” mieli prawo powrócić na swoje stanowiska. Mimo tego 36 spośród księży nie przyjęło oferowanych stanowisk, obiecując wierność Stolicy Apostolskiej.
Węgierski episkopat sprzeciwił się decyzji władzy, wskutek czego dwóch biskupów skazano na areszt domowy. Postanowiono więc wypracować kompromis: episkopat zaproponował uznanie ruchu „księży walczących o pokój” pod warunkiem lojalności wobec biskupów, jak również rozwiązania przez władze dawnego ruchu oraz zamknięcia dwutygodnika „Kereszt”. 5 sierpnia 1956 wydano ostatni numer „Keresztu”, zastąpionego następnie przez „Katolikus Szó”. 23 maja 1957 roku natomiast utworzono organizację Opus Pacis, której przewodniczył abp Endre Hamvas. W każdej diecezji utworzono „katolickie komitety pokojowe” i zorganizowano regularne zgromadzenia pokojowe, na które wielu księży było doprowadzanych siłą. Te posiedzenia były wykorzystywane przez propagandę, zaś wiosną 1958 roku ruch Opus Pacis uzyskał publiczne poparcie premiera Gyuli Kállaia. Ruch ten istniał do 1989 roku.

## Następstwa
Podobne ruchy istniały w innych krajach bloku wschodniego: Polsce (księża patrioci), Jugosławii (Stowarzyszenie Księży Słoweńskich, Bractwo Cyryla i Metodego) oraz Czechosłowacji (Pokojowy Ruch Katolickiego Duchowieństwa). Mimo tego odsetek księży węgierskich uczestniczących w ruchu był zdecydowanie wyższy aniżeli w innych państwach. Założenie rozbicia Kościoła węgierskiego od wewnątrz uznawane jest za skuteczne. Od lat 50. malała działalność duszpasterska, a w efekcie – następowało oddalanie się wiernych od Kościoła i postępowała laicyzacja, jak również zanik katolickich wspólnot religijnych i upadek autorytetu Kościoła.